# Ultimate Hits: Rock and Roll Never Forgets
Ultimate Hits: Rock and Roll Never Forgets (в пер. с англ. Главные хиты: Рок-н-ролл не забудется никогда) — сборник лучших песен американского рок-музыканта Боба Сигера. Альбом выпущен 21 ноября 2011 года лейблом Capitol Records.

## Об альбоме
Ultimate Hits: Rock and Roll Never Forgets представляет собой компиляцию, состоящую из двух компакт-дисков, куда вошли лучшие композиции Боба Сигера, а также его музыкальных проектов The Bob Seger System и Bob Seger & the Silver Bullet Band. Предварительно, все 26 треков прошли полный ремастеринг.
Помимо наиболее популярных песен Сигера, Ultimate Hits: Rock and Roll Never Forgets включает в себя несколько редких и ранее неиздававшихся композиций и интерпретаций уже известных треков. Среди них оригинальная моно-версия «Ramblin’ Gamblin’ Man», отредактированные версии песен «We’ve Got Tonight» и «Katmandu», рождественская баллада «The Little Drummer Boy» и композиция «Shakedown», вышедшая на саундтреке к фильму «Полицейский из Беверли-Хиллз 2». Также Боб Сигер записал две новых кавер-версии, «Hey, Hey, Hey, Hey (Going Back to Birmingham)» Литла Ричарда, и «Downtown Train» Тома Уэйтса. При этом, композиция «Downtown Train» первоначально рассматривалась как песня для седьмого сольного студийного альбома Сигера Ride Out.
Существует эксклюзивное издание Ultimate Hits: Rock and Roll Never Forgets для Wal-Mart Stores, куда в качестве бонус-трека была включена песня «Living Inside My Heart», ранее выпущенная на саундтреке к фильму «Что случилось прошлой ночью».

## Реакция общественности
Ultimate Hits: Rock and Roll Never Forgets получил положительную огласку среди музыкальных критиков. Обозреватель сайта Allmusic Стивен Томас Эрлвин выставил сборнику 4.5 звезды из предусмотренных 5. Эксперт убеждён, что альбом охватил «золотое десятилетие Сигера 1976-1987», тем самым вобрав в себя лучшее, что есть в творчестве музыканта. Аналогичное мнение высказал и редактор Rolling Stone Энди Грин; свою оценку 4 звезды из 5 он подкрепил выводом: «Все самые громкие хиты собраны здесь…».
После своего релиза сборник дебютировал на 19-й строчке чарта Billboard 200, 5-й строчке Top Rock Albums и 23-й позиции хит-парада Канады, в то время как в Catalog Albums альбом занял первое место. В июне 2013 года Американской ассоциацией звукозаписывающих компаний альбом был признан золотым; спустя некоторое время Ultimate Hits: Rock and Roll Never Forgets получил статус платинового.

## Список композиций
Слова и музыка всех песен — Боба Сигера, если не указано иное.
| №                   | Название                                                                        | Альбом              | Длительность |
| ------------------- | ------------------------------------------------------------------------------- | ------------------- | ------------ |
| 1.                  | «Old Time Rock and Roll» (Джордж Джексон, Томас Джонс III)                      | Stranger in Town    | 3:16         |
| 2.                  | «Hollywood Nights»                                                              | Stranger in Town    | 5:03         |
| 3.                  | «Night Moves»                                                                   | Night Moves         | 5:25         |
| 4.                  | «Mainstreet»                                                                    | Night Moves         | 3:44         |
| 5.                  | «Roll Me Away»                                                                  | The Distance        | 4:41         |
| 6.                  | «Turn the Page» (концертная версия)                                             | Live Bullet         | 5:14         |
| 7.                  | «Her Strut»                                                                     | Against the Wind    | 3:54         |
| 8.                  | «Still the Same»                                                                | Stranger in Town    | 3:25         |
| 9.                  | «You’ll Accomp’ny Me»                                                           | Against the Wind    | 4:01         |
| 10.                 | «We’ve Got Tonight» (сингл-версия)                                              | Stranger in Town    | 3:41         |
| 11.                 | «Like a Rock»                                                                   | Like a Rock         | 5:58         |
| 12.                 | «Fire Lake»                                                                     | Against the Wind    | 3:34         |
| 13.                 | «Tryin’ To Live My Life Without You» (концертная версия) (автор: Юджин Уильямс) | Nine Tonight        | 4:09         |
| Общая длительность: | Общая длительность:                                                             | Общая длительность: | 56:05        |

| №                   | Название                                                               | Альбом                          | Длительность |
| ------------------- | ---------------------------------------------------------------------- | ------------------------------- | ------------ |
| 1.                  | «Rock and Roll Never Forgets»                                          | Night Moves                     | 3:54         |
| 2.                  | «Against the Wind»                                                     | Against the Wind                | 5:34         |
| 3.                  | «Ramblin’ Gamblin’ Man»                                                | Ramblin’ Gamblin’ Man           | 2:25         |
| 4.                  | «The Fire Down Below»                                                  | Night Moves                     | 4:28         |
| 5.                  | «Travelin ’Man» (концертная версия)                                    | Live Bullet                     | 4:40         |
| 6.                  | «Beautiful Loser» (концертная версия)                                  | Live Bullet                     | 3:42         |
| 7.                  | «Shakedown» (Гарольд Фальтермейер, Кит Форси, Боб Сигер)               | Beverly Hills Cop II Soundtrack | 4:03         |
| 8.                  | «Shame on the Moon» (Рудни Кроуэлл)                                    | The Distance                    | 4:55         |
| 9.                  | «Katmandu» (редактированная версия)                                    | Beautiful Loser                 | 5:00         |
| 10.                 | «The Little Drummer Boy» (Гэрри Саймуан, Генри Онорейти, Кэтрин Девис) | A Very Special Christmas        | 3:31         |
| 11.                 | «Wait for Me»                                                          | Face the Promise                | 3:43         |
| 12.                 | «Hey, Hey, Hey, Hey (Going Back to Birmingham)» (Литл Ричард)          | ранее не издавалась             | 2:07         |
| 13.                 | «Downtown Train» (Том Уэйтс)                                           | ранее не издавалась             | 3:59         |
| Общая длительность: | Общая длительность:                                                    | Общая длительность:             | 52:01        |

| №                   | Название                 | Альбом                      | Длительность |
| ------------------- | ------------------------ | --------------------------- | ------------ |
| 14.                 | «Living Inside My Heart» | About Last Night Soundtrack | 3:30         |
| Общая длительность: | Общая длительность:      | Общая длительность:         | 55:31        |

## Позиции в чартах и сертификации
| Чарт (2011)           | Высшая позиция |
| --------------------- | -------------- |
| Canadian Albums Chart | 23             |
| Catalog Albums        | 1              |
| Top Digital Albums    | 10             |
| Top Rock Albums       | 5              |
| Billboard 200         | 19             |

| Чарт (2011—2012) | Позиция |
| ---------------- | ------- |
| Top Rock Albums  | 29      |
| Billboard 200    | 83      |

| Территория | Сертификация | Продажи, экз. |
| ---------- | ------------ | ------------- |
| RIAA       | Платиновый   | 1,000,000     |